# FC Brașov în sezonul 2010-11

## Fapte notabile
- Pe 18 decembrie 2010, António Conceição a fost prezentat ca noul antrenor al echipei. Daniel Isăilă rămâne în stafful tehnic ca antrenor secund, dar Dănuț Oprea își reziliază contractul cu echipa.[1]

## Lotul
| Nr        | Nume                 | Post                   | Data nașterii                 | Naționalitatea | La club din      |
| --------- | -------------------- | ---------------------- | ----------------------------- | -------------- | ---------------- |
| Portari   |                      |                        |                               |                |                  |
| 1         | Alexandru Marc       | Portar                 | 16 ianuarie 1983 (42 de ani)  | România        | Format la club   |
| 13        | Gabriel Kajcsa       | Portar                 | 7 iulie 1974 (50 de ani)      | România        | Format la club   |
| 30        | Florin Iacob         | Portar                 | 16 august 1993 (31 de ani)    | România        | Format la club   |
| 49        | Cristian Hăisan      | Portar                 | 3 martie 1981 (44 de ani)     | România        | Ianuarie 2011    |
| Apărători |                      |                        |                               |                |                  |
| 3         | Emanuel Crețulescu   | Fundaș dreapta         | 17 iunie 1992 (32 de ani)     | România        | Format la club   |
| 4         | Diego Gaúcho         | Fundaș central         | 15 noiembrie 1981 (43 de ani) | Brazilia       | Ianuarie 2011    |
| 6         | Peter Majerník       | Fundaș central         | 31 decembrie 1978 (46 de ani) | Slovacia       | 2010             |
| 12        | Cristian Ionescu     | Fundaș stânga          | 1 martie 1978 (47 de ani)     | România        | 2007             |
| 15        | Cristian Oroș        | Fundaș central         | 15 octombrie 1984 (40 de ani) | România        | 2007             |
| 20        | Ionuț Voicu          | Fundaș dreapta         | 2 august 1984 (40 de ani)     | România        | 2006             |
| 21        | Adrian Rusu          | Fundaș dreapta/central | 7 iulie 1984 (40 de ani)      | România        | 2010             |
| Mijlocași |                      |                        |                               |                |                  |
| 5         | Florin Stângă        | Mijlocaș central       | 22 iunie 1978 (46 de ani)     | România        | Revenit din 2011 |
| 7         | Alexandru Chipciu    | Mijlocaș lateral       | 18 mai 1989 (35 de ani)       | România        | Format la club   |
| 8         | Alexandru Mateiu     | Mijlocaș central       | 10 decembrie 1989 (35 de ani) | România        | Format la club   |
| 10        | Robert Ilyeș         | Mijlocaș central       | 4 februarie 1974 (51 de ani)  | România        | 2007             |
| 11        | Dejan Martinović     | Mijlocaș central       | 19 iulie 1983 (41 de ani)     | Croația        | 2010             |
| 14        | David Distéfano      | Mijlocaș stânga        | 10 iulie 1987 (37 de ani)     | Argentina      | 2011             |
| 16        | Nuno Viveiros        | Mijlocaș dreapta       | 22 iunie 1983 (41 de ani)     | Portugalia     | 2010             |
| 18        | Marian Cristescu     | Mijlocaș central       | 17 martie 1985 (40 de ani)    | România        | 2005             |
| 25        | Juan Toloza          | Mijlocaș central       | 4 mai 1985 (39 de ani)        | Chile          | Ianuarie 2011    |
| 26        | Williams da Silva    | Mijlocaș stânga        | 5 august 1983 (41 de ani)     | Brazilia       | 2010             |
| 80        | Filipe Teixeira      | Mijlocaș ofensiv       | 2 octombrie 1980 (44 de ani)  | Portugalia     | Februarie 2011   |
| Atacanți  |                      |                        |                               |                |                  |
| 9         | Attila Hadnagy       | Atacant                | 8 septembrie 1980 (44 de ani) | România        | 2007             |
| 17        | Cătălin Dedu         | Atacant                | 16 mai 1987 (37 de ani)       | România        | Format la club   |
| 23        | Josías Paulo Cardoso | Atacant                | 7 noiembrie 1981 (43 de ani)  | Brazilia       | Ianuarie 2011    |
| 27        | Cosmin Năstăsie      | Atacant de susținere   | 22 iunie 1983 (41 de ani)     | România        | 2010             |

## Transferuri
| Nr                   | Nume                 | Post     | Naționalitatea   | Proveniența/Destinația         | Forma                         |
| -------------------- | -------------------- | -------- | ---------------- | ------------------------------ | ----------------------------- |
| Veniri               |                      |          |                  |                                |                               |
| În perioada de vară  |                      |          |                  |                                |                               |
| 1                    | Alexandru Marc       | Portar   | România          | Politehnica Iași               | Liber de contract             |
| 4                    | Daniel Bălașa        | Fundaș   | România          | FC Argeș                       | Transfer                      |
| 6                    | Peter Majerník       | Fundaș   | Slovacia         | MFK Ružomberok (Slovacia)      | Liber de contract             |
| 11                   | Dejan Martinović     | Mijlocaș | Croația          | Široki Brijeg (Croația)        | Liber de contract             |
| 14                   | Valentin Bădoi       | Mijlocaș | România          | Universitatea Craiova          | Liber de contract             |
| 16                   | Nuno Viveiros        | Mijlocaș | Portugalia       | Politehnica Iași               | Liber de contract             |
| 21                   | Adrian Rusu          | Fundaș   | România          | Pandurii Târgu Jiu             | Împrumut pe un an             |
| 22                   | Lamine Diarrassouba  | Aacant   | Coasta de Fildeș | Politehnica Iași               | Liber de contract             |
| 23                   | Valentin Badea       | Atacant  | România          | Politehnica Iași               | Liber de contract             |
| 26                   | Williams da Silva    | Mijlocaș | Brazilia         | Trofense (Portugalia)          | Liber de contract             |
| 27                   | Cosmin Năstăsie      | Atacant  | România          | FC Argeș                       | Împrumut pe un an             |
| 55                   | Laurențiu Dumitru    | Fundaș   | România          | Petrolul Ploiești              | Liber de contract             |
| În perioada de iarnă |                      |          |                  |                                |                               |
| 4                    | Diego Gaúcho         | Fundaș   | Brazilia         | Leiria (Portugalia)            | Împrumut pe 6 luni cu opțiune |
| 5                    | Florin Stângă        | Mijlocaș | România          | FCM Târgu Mureș                | Liber de contract             |
| 14                   | Juan Toloza          | Mijlocaș | Chile            | Unión San Felipe (Chile)       | Împrumut pe 6 luni cu opțiune |
| 22                   | Filipe Teixeira      | Atacant  | Portugalia       | Metalurg Donețk (Ucraina)      | Împrumut pe 6 luni            |
| 23                   | Josías Paulo Cardoso | Atacant  | Brazilia         | Sol de América (Paraguay)      | Împrumut pe 6 luni cu opțiune |
| 24                   | David Distéfano      | Mijlocaș | Argentina        | Unión San Felipe (Chile)       | Împrumut pe 6 luni cu opțiune |
| 49                   | Cristian Hăisan      | Portar   | România          | FC Vaslui                      | Liber de contract             |
| Plecări              |                      |          |                  |                                |                               |
| În perioada de vară  |                      |          |                  |                                |                               |
| 1                    | Dănuț Coman          | Portar   | România          | Rapid București                | Reziliere a contractului      |
| 2                    | Rui Duarte           | Fundaș   | Portugalia       | Rapid București                | Transfer                      |
| 3                    | Ezequias             | Fundaș   | Brazilia         | Rapid București                | Transfer                      |
| 4                    | Octavian Abrudan     | Fundaș   | România          | Steaua București               | Transfer                      |
| 6                    | Néné                 | Mijlocaș | Capul Verde      | FC Arouca (Portugalia)         | Final de contract             |
| 7                    | Cătălin Munteanu     | Mijlocaș | România          | Dinamo București               | Final de contract             |
| 8                    | Nicolae Grigore      | Mijlocaș | România          | Rapid București                | Final de contract             |
| 11                   | Dorel Zaharia        | Atacant  | România          | Levadiakos (Grecia)            | Final de contract             |
| 14                   | Mihai Roman          | Mijlocaș | România          | Rapid București                | Transfer                      |
| 19                   | Dušan Savić          | Atacant  | Macedonia        | Incheon United (Coreea de Sud) | Final de contract             |
| 21                   | Sabrin Sburlea       | Atacant  | România          | Rapid București                | Transfer                      |
| 23                   | Nicolae Constantin   | Fundaș   | România          | Chimia Brazi                   | Final de contract             |
| 24                   | Julio Landauri       | Mijlocaș | Peru             | Total Chalaco (Peru)           | Reziliere a contractului      |
| 25                   | Stelian Stancu       | Fundaș   | România          | Khazar Lankaran (Azerbaidjan)  | Reziliere a contractului      |
| 27                   | Marius Măldărășanu   | Mijlocaș | România          |                                | Final de contract             |
| 55                   | Nuno Diogo           | Fundaș   | Portugalia       | CFR Cluj                       | Transfer                      |
| În perioada de iarnă |                      |          |                  |                                |                               |
| 4                    | Daniel Bălașa        | Fundaș   | România          |                                | Reziliere a contractului      |
| 14                   | Valentin Bădoi       | Mijlocaș | România          |                                | Reziliere a contractului      |
| 22                   | Lamine Diarrassouba  | Atacant  | Coasta de Fildeș | Nîmes (Franța)                 | Reziliere a contractului      |
| 23                   | Valentin Badea       | Atacant  | România          | Al Ain (Emiratele Arabe Unite) | Reziliere a contractului      |
| 32                   | Mihai Mincă          | Portar   | România          | CFR Cluj                       | Transfer                      |
| 55                   | Laurențiu Dumitru    | Fundaș   | România          |                                | Reziliere a contractului      |

## Calendar

### Meciuri amicale
| Zi   | Data       | Ora   | Adversar                        | Loc    | Scor | Public |
| ---- | ---------- | ----- | ------------------------------- | ------ | ---- | ------ |
| Mie. | 07/07/2010 | 16:00 | Ceahlăul Piatra Neamț (Liga II) | Bacău  | 2-0  |        |
| Dum. | 11/07/2010 | 11:00 | Forex Brașov (Liga IV)          | Brașov | 5-1  | 300    |
| Mie. | 14/07/2010 | 11:00 | Ceahlăul Piatra Neamț (Liga II) | Brașov | 1-0  | 150    |
| Vin. | 16/07/2010 | 11:00 | Bnei Sakhnin (Israel)           | Brașov | 4-1  | 150    |
| Sâm. | 04/09/2010 | 11:00 | Victoria Brănești (Liga I)      | Brașov | 2-0  |        |

| Zi   | Data       | Ora   | Adversar                  | Loc     | Scor | Public |
| ---- | ---------- | ----- | ------------------------- | ------- | ---- | ------ |
| Mie. | 26/01/2011 | 15:00 | Yonsei (Coreea de Sud)    | Antalya | 1-3  |        |
| Sâm. | 29/01/2011 | 15:30 | Mattersburg (Austria)     | Antalya | 2-0  |        |
| Mie. | 02/02/2011 | 15:00 | Čelik Zenica (Bosnia)     | Antalya | 2-0  |        |
| Sâm. | 05/02/2011 | 15:00 | FK Zeta (Muntenegru)      | Antalya | 0-0  |        |
| Mar. | 08/02/2011 | 11:00 | Gyeongnam (Coreea de Sud) | Antalya | 5-2  |        |
| Vin. | 18/02/2011 | 11:30 | SCM Brașov (Liga III)     | Brașov  | 1-0  |        |

### Liga I
| Zi   | Data       | Ora   | Et | Adversar              | Loc           | Scor | Clas | Public |
| ---- | ---------- | ----- | -- | --------------------- | ------------- | ---- | ---- | ------ |
| Lun. | 26/07/2010 | 18:00 | 1  | FCM Târgu Mureș       | Târgu Mureș   | 1-0  | 5    | 7000   |
| Dum. | 01/08/2010 | 19:00 | 2  | Universitatea Cluj    | Brașov        | 3-1  | 2    | 1500   |
| Sâm. | 07/08/2010 | 21:00 | 3  | Steaua București      | Brașov        | 1-1  | 3    | 8000   |
| Sâm. | 14/08/2010 | 20:30 | 4  | FC Vaslui             | Vaslui        | 1-2  | 4    | 5000   |
| Lun. | 23/08/2010 | 20:00 | 5  | Unirea Urziceni       | Brașov        | 1-1  | 7    | 3000   |
| Dum. | 29/08/2010 | 18:00 | 6  | Oțelul Galați         | Galați        | 0-1  | 9    | 4000   |
| Dum. | 12/09/2010 | 21:00 | 7  | Dinamo București      | Brașov        | 2-2  | 8    | 5000   |
| Lun. | 20/09/2010 | 18:00 | 8  | Gloria Bistrița       | Bistrița      | 0-0  | 9    | 3000   |
| Lun. | 27/09/2010 | 18:00 | 9  | Gaz Metan Mediaș      | Brașov        | 0-0  | 10   | 1000   |
| Dum. | 03/10/2010 | 18:00 | 10 | CFR Cluj              | Cluj-Napoca   | 0-4  | 13   | 5000   |
| Lun. | 18/10/2010 | 20:30 | 11 | Universitatea Craiova | Brașov        | 0-3  | 14   | 3000   |
| Vin. | 22/10/2010 | 16:30 | 12 | Victoria Brănești     | Buzău         | 1-1  | 14   | 1000   |
| Dum. | 31/10/2010 | 21:30 | 13 | FC Timișoara          | Brașov        | 0-0  | 14   | 1000   |
| Sâm. | 06/11/2010 | 18:30 | 14 | Astra Ploiești        | Ploiești      | 0-3  | 16   | 2500   |
| Sâm. | 13/11/2010 | 19:00 | 15 | Sportul Studențesc    | Brașov        | 2-0  | 14   | 1500   |
| Vin. | 19/11/2010 | 14:00 | 16 | Pandurii Târgu Jiu    | Turnu Severin | 1-2  | 16   | 1000   |
| Sâm. | 27/11/2010 | 19:30 | 17 | Rapid București       | Brașov        | 2-0  | 13   | 4500   |
| Vin. | 03/12/2010 | 18:45 | 18 | FCM Târgu Mureș       | Brașov        | 1-1  | 12   | 1500   |

| Zi   | Data       | Ora   | Et | Adversar              | Loc        | Scor | Clas | Public |
| ---- | ---------- | ----- | -- | --------------------- | ---------- | ---- | ---- | ------ |
| Dum. | 27/02/2011 | 14:00 | 19 | Universitatea Cluj    | Alba Iulia | 1-1  | 10   | 1500   |
| Dum. | 06/03/2011 | 20:00 | 20 | Steaua București      | București  | 3-0  | 10   | 5000   |
| Lun. | 14/03/2011 | 20:30 | 21 | FC Vaslui             | Brașov     | 1-1  | 11   | 6000   |
| Lun. | 21/03/2011 | 20:30 | 22 | Unirea Urziceni       | Urziceni   | 1-1  | 11   | 300    |
| Vin. | 01/04/2011 | 18:45 | 23 | Oțelul Galați         | Brașov     | 1-0  | 10   | 7000   |
| Mie. | 06/04/2011 | 20:00 | 24 | Dinamo București      | București  | 1-2  | 12   | 2000   |
| Sâm. | 09/04/2011 | 19:00 | 25 | Gloria Bistrița       | Brașov     | 0-1  | 13   | 2000   |
| Mie. | 13/04/2011 | 17:30 | 26 | Gaz Metan Mediaș      | Mediaș     | 0-0  | 13   | 2500   |
| Dum. | 17/04/2011 | 19:00 | 27 | CFR Cluj              | Brașov     | 2-2  | 13   | 3500   |
| Dum. | 24/04/2011 | 20:30 | 28 | Universitatea Craiova | Craiova    | 2-1  | 12   | 4000   |
| Mie. | 27/04/2011 | 17:00 | 29 | Victoria Brănești     | Brașov     | 1-0  | 12   | 2000   |
| Sâm. | 30/04/2011 | 21:30 | 30 | FC Timișoara          | Timișoara  | 0-2  | 12   | 3000   |
| Mie. | 04/05/2011 | 18:30 | 31 | Astra Ploiești        | Brașov     | 0-3  | 12   | 2000   |
| Dum. | 08/05/2011 | 18:00 | 32 | Sportul Studențesc    | București  | 2-1  | 12   | 100    |
| Dum. | 15/05/2011 | 16:00 | 33 | Pandurii Târgu Jiu    | Brașov     | 3-2  | 12   | 1000   |
| Sâm. | 21/05/2011 | 17:00 | 34 | Rapid București       | București  | 0-1  | 12   | 6000   |

### Cupa României
| Zi   | Data       | Ora   | Tur   | Adversar           | Loc       | Scor  | Public |
| ---- | ---------- | ----- | ----- | ------------------ | --------- | ----- | ------ |
| Joi  | 23/09/2010 | 16:00 | 16imi | Chimia Brazi       | Brazi     | 1-0   | 800    |
| Mar. | 26/10/2010 | 16:00 | 8imi  | Universitatea Cluj | Brașov    | 2-1   | 1000   |
| Mie. | 10/11/2010 | 17:00 | 1/4   | FC Timișoara       | Brașov    | 1-0   | 2500   |
| Joi  | 21/04/2011 | 20:45 | 1/2t  | Steaua București   | București | 0-0   | 7000   |
| Mie. | 11/05/2011 | 20:45 | 1/2r  | Steaua București   | Brașov    | 01-1* | 8000   |

*Steaua București avansează în finală datorită golului marcat în deplasare

## Clasamente jucători
| Nume         | Amic | Liga I | Cupă | Total |
| ------------ | ---- | ------ | ---- | ----- |
| Ilyes        | 3    | 9      | 1    | 10    |
| Chipciu      | 1    | 3      | 1    | 4     |
| Cristescu    | 3    | 3      | 1    | 4     |
| Ionescu      |      | 2      |      | 2     |
| Badea        | 1    | 1      | 1    | 2     |
| Hadnagy      | 6    | 2      |      | 2     |
| Rusu         |      | 2      |      | 2     |
| Distefano    |      | 2      |      | 2     |
| Cardoso      | 2    | 2      |      | 2     |
| Majernik     | 1    | 2      |      | 2     |
| Dedu         |      | 1      |      | 1     |
| Diarrassouba |      |        | 1    | 1     |
| Teixeira     |      | 1      |      | 1     |
| Oros         |      | 1      |      | 1     |
| Viveiros     |      | 1      |      | 1     |
| Mateiu       |      | 1      |      | 1     |
| Williams     | 2    |        |      |       |
| Năstăsie     | 2    |        |      |       |
| Tene         | 1    |        |      |       |
| Radu         | 1    |        |      |       |
| Bădoi        | 1    |        |      |       |

| Nume       | Liga I | Cupă | Total |
| ---------- | ------ | ---- | ----- |
| Chipciu    | 4      | 1    | 5     |
| Hadnagy    | 3      | 1    | 4     |
| Viveiros   | 3      |      | 3     |
| Distefano  | 3      |      | 3     |
| Williams   | 2      |      | 2     |
| Cristescu  | 2      |      | 2     |
| Majernik   | 2      |      | 2     |
| Ionescu    | 1      |      | 1     |
| Martinovic | 1      |      | 1     |
| Teixeira   | 1      |      | 1     |

| Marcatori     | Marcatori  | Marcatori | Marcatori                       | Marcatori                       | Marcatori     | Marcatori | Marcatori                                              | Marcatori                | Marcatori | Marcatori  | Marcatori | Marcatori                 | Marcatori                 | Marcatori  | Marcatori | Marcatori                                                     | Marcatori           |
| Amicale       | Amicale    | Amicale   | Amicale                         | Amicale                         | Amicale       | Amicale   | Amicale                                                | Amicale                  | Amicale   | Amicale    | Amicale   | Amicale                   | Amicale                   | Amicale    | Amicale   | Amicale                                                       | Amicale             |
| Zi            | Data       | Ora       | Adversar                        | Adversar                        | Loc           | Scor      | Marcatori                                              | Pasatori                 | Zi        | Data       | Ora       | Adversar                  | Adversar                  | Loc        | Scor      | Marcatori                                                     | Pasatori            |
| ------------- | ---------- | --------- | ------------------------------- | ------------------------------- | ------------- | --------- | ------------------------------------------------------ | ------------------------ | --------- | ---------- | --------- | ------------------------- | ------------------------- | ---------- | --------- | ------------------------------------------------------------- | ------------------- |
| Mie.          | 07/07/2010 | 16:00     | Ceahlăul Piatra Neamț (Liga II) | Ceahlăul Piatra Neamț (Liga II) | Bacău         | 2-0       | Ilyes 15' (pen) Tene 88'                               |                          | Mie.      | 26/01/2011 | 15:00     | Yonsei (Coreea de Sud)    | Yonsei (Coreea de Sud)    | Antalya    | 1-3       | Hadnagy 40'                                                   |                     |
| Dum.          | 11/07/2010 | 11:00     | Forex Brașov (Liga IV)          | Forex Brașov (Liga IV)          | Brașov        | 5-1       | Badea 8' Hadnagy 10' Hadnagy 12' Williams 32' Radu 67' |                          | Sâm.      | 29/01/2011 | 15:30     | Mattersburg (Austria)     | Mattersburg (Austria)     | Antalya    | 2-0       | Năstăsie 50' (pen) Majernik 83'                               |                     |
| Mie.          | 14/07/2010 | 11:00     | Ceahlăul Piatra Neamț (Liga II) | Ceahlăul Piatra Neamț (Liga II) | Brașov        | 1-0       | Hadnagy 46'                                            |                          | Mie.      | 02/02/2011 |           | Čelik Zenica (Bosnia)     | Čelik Zenica (Bosnia)     | Antalya    | 2-0       | Cristescu 8' Chipciu 36'                                      |                     |
| Vin.          | 16/07/2010 | 11:00     | Bnei Sakhnin (Israel)           | Bnei Sakhnin (Israel)           | Brașov        | 4-1       | Hadnagy 70' Ilyes 75' Bădoi 90' (pen) Williams 92'     |                          | Sâm.      | 05/02/2011 |           | FK Zeta (Muntenegru)      | FK Zeta (Muntenegru)      | Antalya    | 0-0       |                                                               |                     |
| Sâm.          | 04/09/2010 | 11:00     | Victoria Brănești (Liga I)      | Victoria Brănești (Liga I)      | Brașov        | 2-0       | Chipciu 63' Hadnagy 83'                                |                          | Mar.      | 08/02/2011 | 11:00     | Gyeongnam (Coreea de Sud) | Gyeongnam (Coreea de Sud) | Antalya    | 5-2       | Cristescu 7' Cristescu 22' Ilyes 25' Cardoso 60' Năstăsie 80' |                     |
|               |            |           |                                 |                                 |               |           |                                                        |                          | Vin.      | 18/02/2011 | 11:30     | SCM Brașov (Liga III)     | SCM Brașov (Liga III)     | Brașov     | 1-0       | Cardoso 37'                                                   |                     |
| Liga I        |            |           |                                 |                                 |               |           |                                                        |                          |           |            |           |                           |                           |            |           |                                                               |                     |
| Zi            | Data       | Ora       | Et                              | Adversar                        | Loc           | Scor      | Marcatori                                              | Pasatori                 | Zi        | Data       | Ora       | Et                        | Adversar                  | Loc        | Scor      | Marcatori                                                     | Pasatori            |
| Lun.          | 26/07/2010 | 18:00     | 1                               | FCM Târgu Mureș                 | Târgu Mureș   | 1-0       | Badea 68'                                              | Chipciu                  | Dum.      | 27/02/2010 | 14:00     | 19                        | Universitatea Cluj        | Alba Iulia | 1-1       | Ilyes 63' (pen)                                               |                     |
| Dum.          | 01/08/2010 | 19:00     | 2                               | Universitatea Cluj              | Brașov        | 3-1       | Ilyes 29' Ionescu 60' Chipciu 71'                      | Chipciu Williams Hadnagy | Dum.      | 06/03/2011 | 20:00     | 20                        | Steaua București          | București  | 3-0       | Cristescu 30' Teixeira 34' Oros 63'                           | Viveiros            |
| Sâm.          | 07/08/2010 | 21:00     | 3                               | Steaua București                | Brașov        | 1-1       | Ilyes 90' (pen)                                        |                          | Lun.      | 14/03/2011 | 20:30     | 21                        | FC Vaslui                 | Brașov     | 1-1       | Kuciak 55' (ag)                                               |                     |
| Sâm.          | 14/08/2010 | 20:30     | 4                               | FC Vaslui                       | Vaslui        | 1-2       | Ionescu 23'                                            |                          | Lun.      | 21/03/2011 | 20:30     | 22                        | Unirea Urziceni           | Urziceni   | 1-1       | Cristescu 4'                                                  | Williams            |
| Lun.          | 23/08/2010 | 20:30     | 5                               | Unirea Urziceni                 | Brașov        | 1-1       | Hadnagy 13'                                            | Ionescu                  | Vin.      | 01/04/2011 | 18:45     | 23                        | Oțelul Galați             | Brașov     | 1-0       | Ilyes 90'                                                     |                     |
| Dum.          | 29/08/2010 | 18:00     | 6                               | Oțelul Galați                   | Galați        | 0-1       |                                                        |                          | Mie.      | 06/04/2011 | 20:00     | 24                        | Dinamo București          | București  | 0-1       | Viveiros 20'                                                  | Teixeira            |
| Dum.          | 12/09/2010 | 21:00     | 7                               | Dinamo București                | Brașov        | 2-2       | Chipciu 30' Dedu 76'                                   | Cristescu Majernik       | Sâm.      | 09/04/2011 | 19:00     | 25                        | Gloria Bistrița           | Brașov     | 0-1       |                                                               |                     |
| Lun.          | 20/09/2010 | 18:00     | 8                               | Gloria Bistrița                 | Bistrița      | 0-0       |                                                        |                          | Mie.      | 13/04/2011 | 17:30     | 26                        | Gaz Metan Mediaș          | Mediaș     | 0-0       |                                                               |                     |
| Lun.          | 27/09/2010 | 18:00     | 9                               | Gaz Metan Mediaș                | Brașov        | 0-0       |                                                        |                          | Dum.      | 17/04/2011 | 19:00     | 27                        | CFR Cluj                  | Brașov     | 2-2       | Ilyes 64' Distefano 80' (pen)                                 | Distefano           |
| Dum.          | 03/10/2010 | 18:00     | 10                              | CFR Cluj                        | Cluj-Napoca   | 0-4       |                                                        |                          | Dum.      | 24/04/2011 | 20:30     | 28                        | Universitatea Craiova     | Craiova    | 2-1       | Rusu 64' Distefano 66'                                        | Hadnagy             |
| Lun.          | 18/10/2010 | 20:30     | 11                              | Universitatea Craiova           | Brașov        | 0-3       |                                                        |                          | Mie.      | 27/04/2011 | 17:00     | 29                        | Victoria Brănești         | Brașov     | 1-0       | Hadnagy 56'                                                   | Distefano           |
| Vin.          | 22/10/2010 | 16:30     | 12                              | Victoria Brănești               | Buzău         | 1-1       | Cristescu 71'                                          | Chipciu                  | Sâm.      | 30/04/2011 | 17:00     | 30                        | FC Timișoara              | Timișoara  | 0-2       |                                                               |                     |
| Dum.          | 31/10/2010 | 21:30     | 13                              | FC Timișoara                    | Brașov        | 0-0       |                                                        |                          | Sâm.      | 04/05/2011 | 18:30     | 31                        | Astra Ploiești            | Brașov     | 0-3       |                                                               |                     |
| Sâm.          | 06/11/2010 | 18:30     | 14                              | Astra Ploiești                  | Ploiești      | 0-3       |                                                        |                          | Dum.      | 08/05/2011 | 18:00     | 32                        | Sportul Studențesc        | București  | 2-1       | Cardoso 31' Mateiu 42'                                        | Majernik Viveiros   |
| Sâm.          | 13/11/2010 | 19:00     | 15                              | Sportul Studențesc              | Brașov        | 2-0       | Majernik 10' Ilyes 30' (pen)                           | Martinovic               | Dum.      | 15/05/2011 | 16:00     | 33                        | Pandurii Târgu Jiu        | Brașov     | 3-2       | Ilyes 8' (pen) Cardoso 58' Majernik 83'                       | Cristescu Distefano |
| Vin.          | 19/11/2010 | 14:00     | 16                              | Pandurii Târgu Jiu              | Turnu Severin | 1-2       | Ilyes 68' (pen)                                        |                          | Sâm.      | 21/05/2011 | 17:00     | 34                        | Rapid București           | București  | 0-1       |                                                               |                     |
| Sâm.          | 27/11/2010 | 19:30     | 17                              | Rapid București                 | Brașov        | 2-0       | Rusu 11' Chipciu 27'                                   | Chipciu                  |           |            |           |                           |                           |            |           |                                                               |                     |
| Vin.          | 03/12/2010 | 18:45     | 18                              | FCM Târgu Mureș                 | Brașov        | 1-1       | Ilyes 63' (pen)                                        |                          |           |            |           |                           |                           |            |           |                                                               |                     |
| Cupa României |            |           |                                 |                                 |               |           |                                                        |                          |           |            |           |                           |                           |            |           |                                                               |                     |
| Zi            | Data       | Ora       | Tur                             | Adversar                        | Loc           | Scor      | Marcatori                                              | Pasatori                 | Zi        | Data       | Ora       | Tur                       | Adversar                  | Loc        | Scor      | Marcatori                                                     | Pasatori            |
| Joi           | 23/09/2010 | 16:00     | 16-imi                          | Chimia Brazi                    | Brazi         | 1-0       | Diarrassouba 4'                                        |                          | Joi       | 21/04/2011 | 20:45     | Semi.                     | Steaua București          | București  | 0-0       |                                                               |                     |
| Mar.          | 26/10/2010 | 16:00     | 8-imi                           | Universitatea Cluj              | Brașov        | 2-1       | Chipciu 5' Badea 87'                                   | Chipciu                  | Mie.      | 11/05/2011 | 20:45     | Semi.                     | Steaua București          | București  | 1-1       | Ilyes 41' (pen)                                               |                     |
| Mie.          | 10/11/2010 | 17:00     | Sfer.                           | FC Timișoara                    | Brașov        | 1-0       | Cristescu 94'                                          | Hadnagy                  |           |            |           |                           |                           |            |           |                                                               |                     |